# 法屬聖馬丁足球協會
法屬聖馬丁足球協會是專門管轄法屬聖馬丁足球事務的組織。法屬聖馬丁足球協會成立於1999年，至今，該組織還不是國際足協的成員，但它於2000年加入中北美洲及加勒比海足球協會。同時，它也是加勒比海足球聯盟的成員之一。